# 천하대장군
"천하대장군"는 1994년에 개봉한 대한민국의 영화이다.

## 캐스팅
- 상일환 : 억쇠 역
- 김기호
- 공미희
- 문미란
- 조윤진
- 조영선
- 신신범
- 최승원
- 김철수
- 김미선
- 고민정
- 지대한
- 신삼균
- 김용석
- 마하연 (특별출연)
- 한명환 (특별출연)